# Pavillon tchécoslovaque à l'Exposition universelle de 1958
Le Pavillon tchécoslovaque à l'Exposition Universelle Expo 58 à Bruxelles a présenté aux gens du monde entier la vie d'après-guerre en Tchécoslovaquie, l'industrie, les loisirs, la culture et l'art de ce pays. Mais surtout, il est entré dans l’histoire de la Tchécoslovaquie avec la reconnaissance internationale qu’il a acquise lors de cette exposition.

## Idée
Jindřich Santar a dessiné le scénario de l'exposition. L'idée principale est basée sur les thèmes centraux de cette exposition - L'homme et l'espace. La devise du pavillon était Un jour en Tchécoslovaquie. Cela a abouti à une subdivision des thèmes : Travail - Culture - Repos, présentés dans douze sous-expositions.

## Histoire
En 1955, le gouvernement tchécoslovaque décide de participer à l'Exposition universelle 58 à Bruxelles. Son objectif est de présenter l'état culturel du pays, la maturité technique et le niveau de vie du peuple tchécoslovaque, les fruits de son travail et sa contribution à la construction d'un monde plus humain.
Le pavillon est placé à la porte du parc, isolé des autres pavillons par de vastes allées. L'emplacement présentait des inconvénients, notamment l’isolement et l’ombrage des arbres. En revanche, le grand avantage était de permettre de créer un concept architectural séparé sans l’influence des pavillons adjacents.
En 1956, un concours d'architecture pour le projet est remporté par les architectes František Cubr, Josef Hrubý et Zdeněk Pokorný, employés de l'Institut national des projets pour la construction de villes et de villages à Prague.
Parmi les objets exposés en 1958 à Bruxelles, on peut encore voir la turbine de Kaplan devant le centre des expositions de Prague et la Sculpture Temps Nouveau devant la porte du centre des expositions de Brno.
En 1959, après l’exposition, en raison du grand succès rencontré par le pavillon, il est décidé de le démonter et de le transférer à Prague, dans le parc de Letná. Il sert de restaurant jusqu'en 1989. À l'automne 1991, le pavillon est victime d'un incendie. Il est par la suite restauré pour abriter les bureaux de l’agence de publicité Havas.

## Architecture

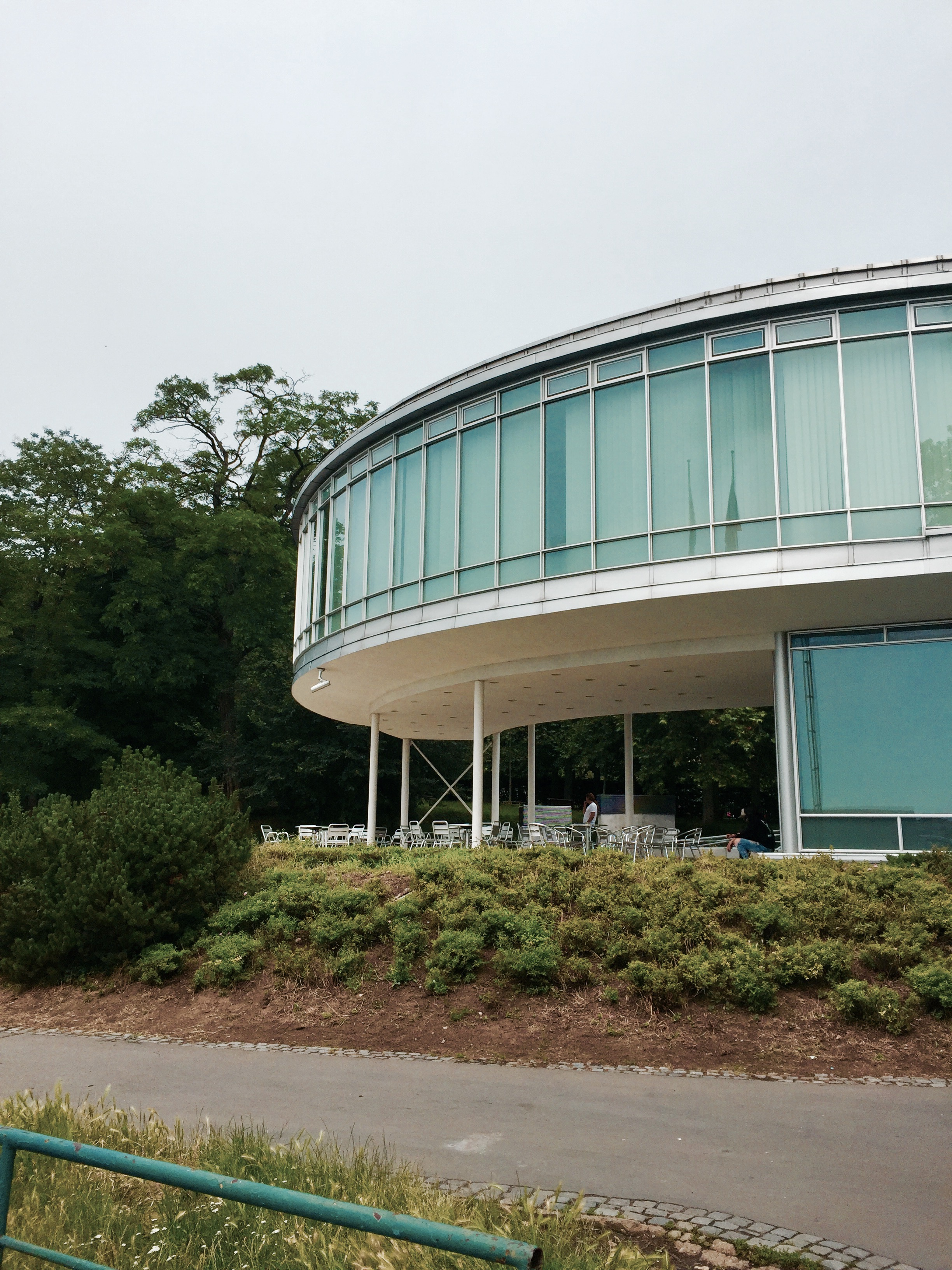
Le pavillon en 2016

Le pavillon est situé sur une parcelle de forme triangulaire respectant la nature environnante, les pavillons adjacents et les communications environnante. Lors de la conception des objets, l'équipe de concepteurs a prévu de créer une vue du pavillon de tous les côtés. L'entrée principale était orientée vers l'allée menant de la porte d' entrée au centre d'exposition. Ils ont essayé de s'éloigner de la route principale et du grand pavillon soviétique adjacent.
L'Expo 58 a lieu dans le parc du Heysel, le concept devait respecter la nature environnante lors du déploiement des bâtiments. Le résultat a été l'incorporation harmonieuse du pavillon dans le parc et la création d'une cour intérieure ouverte sur le parc et sa verdure. Cette idée de l'environnement naturel du pavillon a été renforcée par le vitrage à double face des ailes de liaison. Cela a eu pour conséquence le contact constant du visiteur qui traverse les expositions avec la nature. Le pavillon architectural était également constitué de petites échoppes dans la ceinture verte de la ruelle, ce qui créait une transition entre la verdure du parc et les bâtiments d'exposition.
L'extérieur et l'intérieur du pavillon représentaient l'évolution naturelle de l'architecture tchécoslovaque contemporaine.
Les architectes se sont efforcés d'intégrer les dernières techniques de construction avec acier et grandes surfaces entièrement vitrées.
La conception du pavillon a été influencée par son environnement. Elle suit des formes simples, des lignes courbes et des surfaces convexes évitant tout effet décoratif externe et des formes non essentielles à sa structure.
Les auteurs ont créé un cycle d'éclairage cinétique de six minutes utilisant plusieurs couleurs et alternant l'éclairage des objets, de l'environnement, de la sculpture à l'entrée et de la tour. La conception d'une architecture interne conforme à l'architecture externe a joué un rôle important dans le concept. Les auteurs ont rejeté la possibilité de créer un vaste espace indéfinissable qui révélerait la quasi-totalité du contenu. Ils ont cherché à enrichir le visiteur de nouvelles impressions spatiales, ce qui constitue une solution plus appropriée pour les expositions thématiques.

## Construction

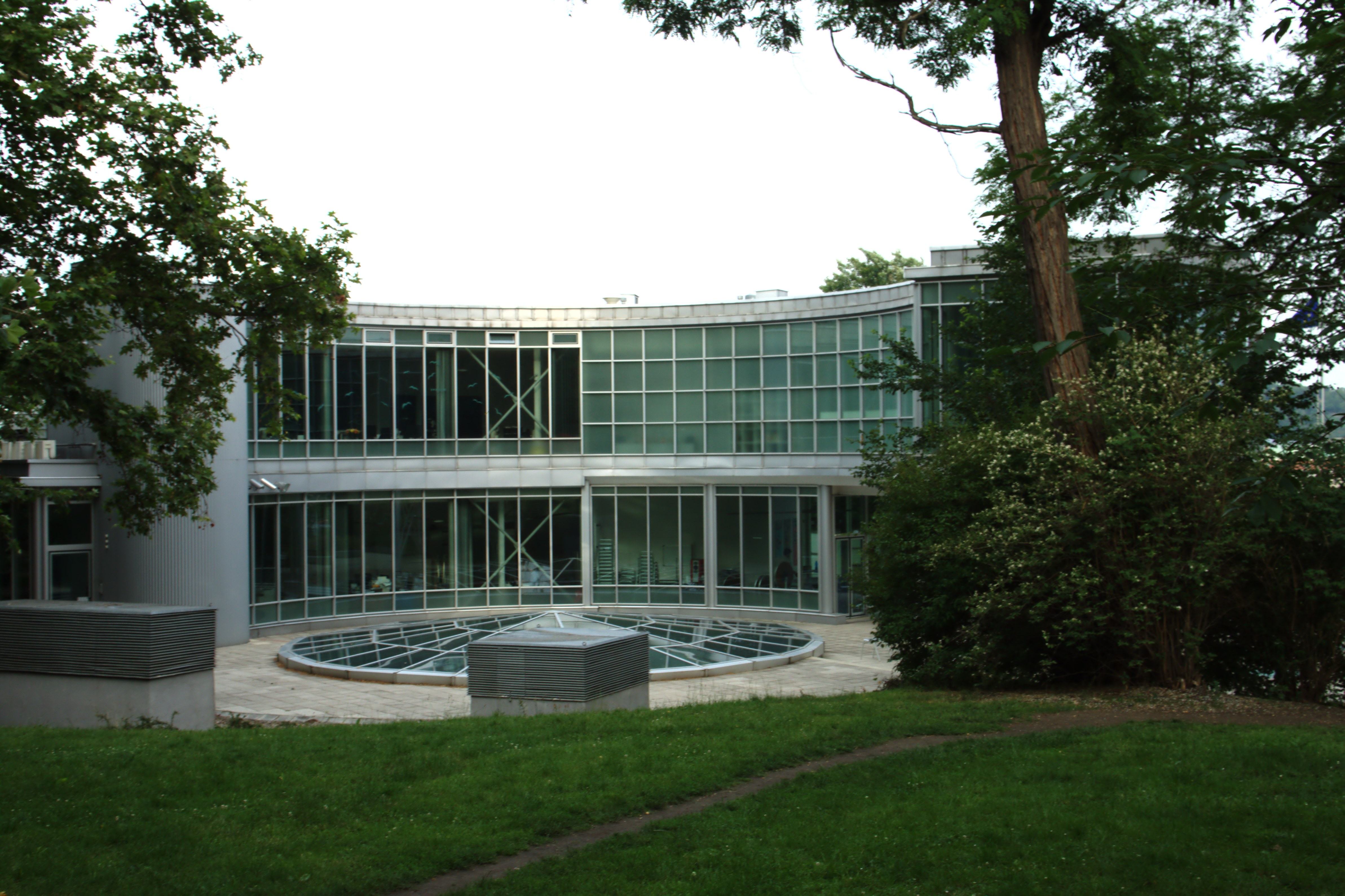
Pavillon tchécoslovaque Expo 58 vue de derrière

La structure principale consiste en un cadre en acier tubulaire. Pour les salles cubiques, les auteurs ont conçu un système de colonnes d’angle formant un périmètre. Les salles sont vitrées, ouverte sur le monde.
Pour les grands murs vitrés, les architectes ont délibérément choisi l'apparence de sections verticales et transparentes sans cloisons horizontales. Le poids des planchers a été transféré à une structure verticale métallique autoportante.

## Prix
- Le pavillon tchécoslovaque a remporté le prix de l'étoile d'or et treize autres prix importants à l'Exposition universelle 58 à Bruxelles au classement général de la compétition internationale. Par exemple, une nouvelle technique de conception de pavillons démontables et un intérieur parfait composé de meubles d’origine, d’œuvres d’art et d’utilités ont été très appréciés.

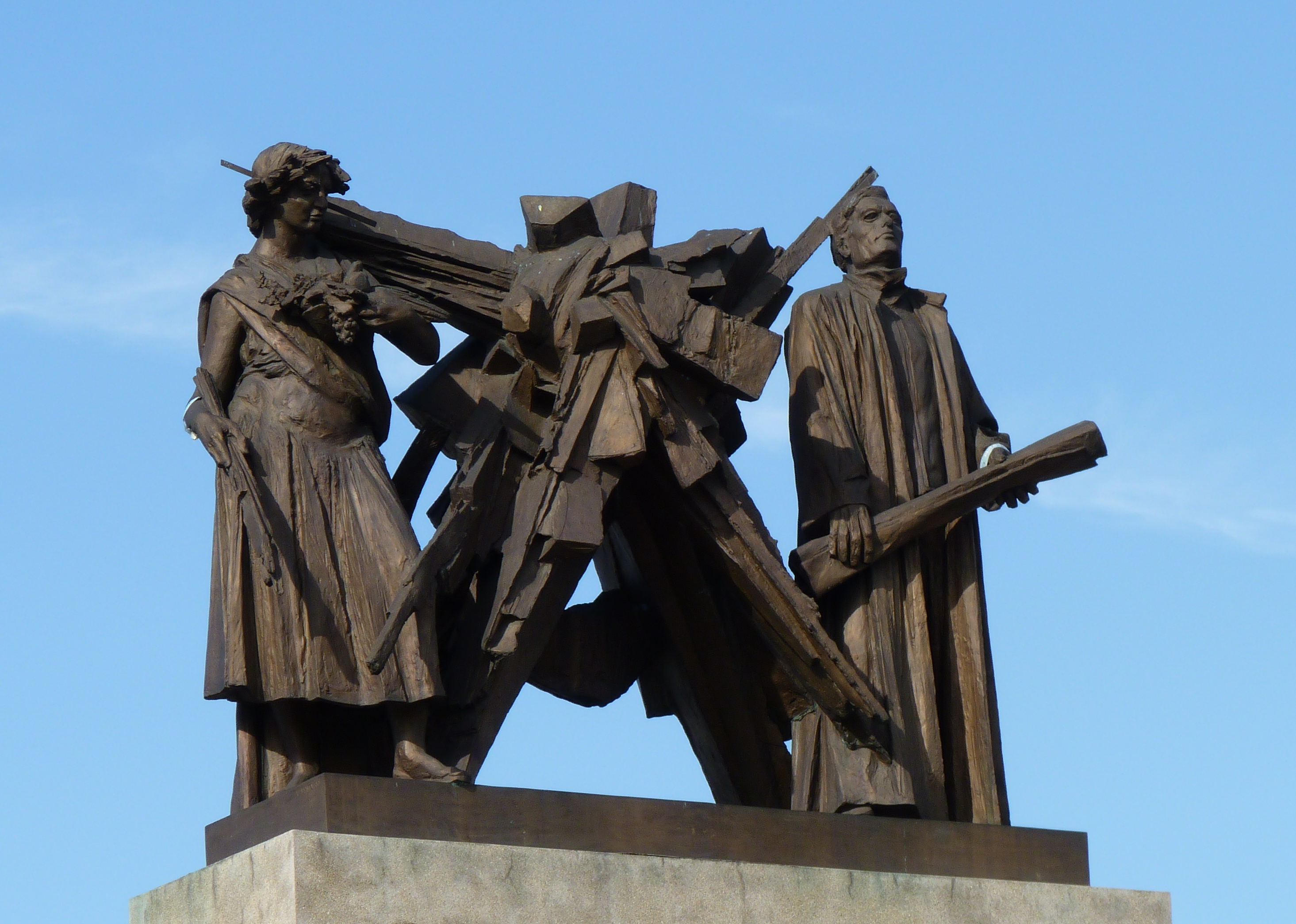
Centre d'exposition de Brno, sculpture Nouvelle ère, détail

- La Sculpture Nouvelle ère, appelée à l'origine Atomic Age, créé par le sculpteur Vincent Makovsky, a reçu le Grand Prix de l'Exposition universelle de Bruxelles. Aujourd’hui, l’original se trouve devant l’entrée principale du centre d’exposition de Brno, un groupe de sculptures en bronze est situé devant le nouveau bâtiment du musée national de Prague.

## Liens